# Máy phát âm thanh

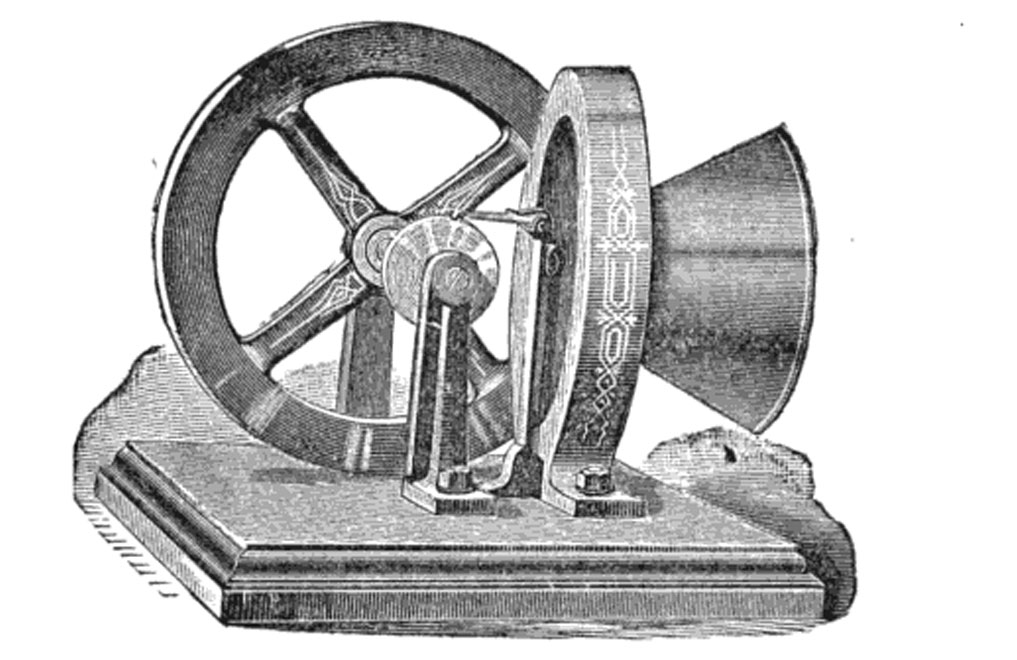
"Phonomotor" hoặc "Vocal Engine" của Edison

Máy phát âm thanh hay "động cơ phát âm" là một thiết bị được Thomas Edison phát minh vào năm 1878 để đo lực cơ học của âm thanh. Nó chuyển đổi năng lượng âm thanh thành chuyển động quay có thể điều khiển một cỗ máy như cưa nhỏ hoặc khoan. Nó bắt nguồn từ công việc của mình trên điện thoại và máy quay đĩa.